# (74188) 1998 RC43
(74188) 1998 RC43 – planetoida z pasa głównego asteroid okrążająca Słońce w ciągu 4,33 lat w średniej odległości 2,66 j.a. Odkryta 14 września 1998 roku.